# 보안 통신
보안 통신(secure communication)은 두 실체가 통신 중이고 제3자가 이를 듣는 것을 원하지 않는 경우이다. 이를 위해서는 실체가 도청이나 가로채기에 취약하지 않은 방식으로 통신해야 한다. 보안 통신에는 제3자가 말하는 내용을 가로챌 수 없다는 다양한 확실성을 가지고 사람들이 정보를 공유할 수 있는 수단이 포함된다. 도청이 불가능한 음성 대면 통신 외에는 법률, 자원, 기술적 문제(감청 및 암호화), 엄청난 양 등 현실적인 장애물이 있음에도 불구하고 이러한 의미에서 보안이 보장되는 통신은 없을 가능성이 높다. 통신 기능은 감시를 제한하는 역할을 한다.
많은 통신이 장거리에서 이루어지고 기술을 통해 중재되고 감청 문제의 중요성에 대한 인식이 높아지면서 기술과 그 타협이 이 논쟁의 핵심이다. 이러한 이유로 이 문서에서는 기술을 통해 중재되거나 차단되는 통신에 중점을 둔다.
또한 기업 및 정부 기관에 대한 의무적 신뢰를 강요하는 잠재적인 비용으로 일반적으로 보안을 달성하는 현재 개발 중인 접근 방식인 신뢰 컴퓨팅 문서를 참고할 것.